# Сольовий місток
Сольовий місток або сольовий зв'язок у біохімії білків — відносно слабкий іонний зв'язок між позитивно та негативно зарядженими бічними ланцюгами амінокислот білка. Сольові містки додають стабільності структурі білків.